# أبو الحسن حميد المقدس الغريفي
أبو الحسن حميد المقدس الغريفي (1965 - الآن). هو رجل دين شيعي معاصر مقيم في مدينة النجف، وهو  أحد أساتذة البحث الخارج في الحوزة العلمية في النجف.
وينتسب لأسرة الغريفي التي تعود في نسبها إلى موسى الكاظم، فهو أبو الحسن حميد بن كمال الدين بن محمد جواد بن محسن بن محمد بن علي بن  إسماعيل بن محمد الغياث بن علي المشعل بن أحمد(1) بن هاشم بن علوي بن الحسين،(2) وينتهي نسبه إلى محمد بن إبراهيم المجاب بن  محمد العابد بن موسى الكاظم.

## ولادته ونشأته
ولد بالعاصمة العراقية بغداد سنة 1965 م في أسرة متدينة حيث أنَّ والده كمال الدين كان من رجال الدين المعروفين، وقد ابتدأ بدراسة مقدمات العلوم الحوزوية في بغداد على يد أبيه، ثم التحق بكلية الشريعة في جامعة بغداد.

## هجرته إلى النجف
هاجر في فترة لاحقة إلى النجف لإكمال دراسته الحوزوية فدرس عند محمد رضا العامري، والشيخ حسين الظالمي، وصادق الناصري، وهادي القرشي، وباقر شريف القرشي، ومحمد حسين الحكيم، وعلي السبزواري. ثم حضر دروس البحث الخارج في الفقه والأصول لبعض مراجع الشيعة في النجف، فحضر عند: علي السيستاني، ومحمد الصدر، وبشير حسين النجفي، ومحمد إسحاق الفياض، ومحمد سعيد الحكيم.

## مسيرته
له نشاطات علمية وتربوية وجهادية في ميدان العمل الإسلامي حيث قاوم النظام البعثي من داخل العراق وله مواقف مشهودة ، وقد ناله الكثير من ظلم نظام الطاغية لكونه من الدعاة الرساليين . وقد قام بالرد على الكثير من الشبهات العقائدية والسياسية والفقهية حول الإسلام والمسلمين ، كما نلاحظه دائما في كتبه ومقالاته وبياناته المستمرة.
أسس مكتب أنصار الحجة الإسلامي ، والتي صدرت مجلته بعنوان ((أنصار الحجة)) بعد سقوط النظام البعثي مباشرة .
كما له نشاطات واسعة وهادفة في العمل الإسلامي للتبليغ والإرشاد في عموم العراق وخارجه .
وقد صدرت له البيانات في مختلف الأحداث الدينية والسياسية والعقائدية والتي لها أثرها وصداها في الواقع العراقي وخصوصاً فيما يتعلق بمناهضة قوات الاحتلال وإفرازاته ومحاربة الفساد الحكومي (الإداري والمالي) والسياسي والأمني والاجتماعي بكل أشكاله .
كما وأخذ يُسافر من محل إقامته في النجف إلى بغداد لأداء وظيفة إمامة الجمعة في بغداد وهي ثاني صلاة الجمعة أقيمت في بغداد بعد السقوط  ، حتى استمرَّ فيها لما يُقارب ثلاثة سنوات ، ثمَّ نتيجة الظروف الأمنية القاهرة والمشاغل العلمية الكثيرة في الحوزة العلمية النجفية ترك السفر إلى بغداد وصار يُمارس نشاطاته الرسالية والعلمية من خلال تواجده في مدينة جدِّه علي بن أبي طالب.

## مؤلفاته
للغريفي عدد من الكتب المطبوعة، والكثير من الكتب المخطوطة، كما أنَّ له الكثير من المقالات المستمرة في مجلة أنصار الحجة، ومن مؤلفاته:
| * جدلية الصحابة بين النص والعقل والسيرة. - صلاة الجمعة. تقريرات من دروس أستاذه محمد الصدر. - جذور الإساءة للإسلام وللرسول الأعظم. - نقض الحكم الولائي. - دليل العقل في أصول الفقه الجعفري. دراسة أصولية. - دعاء الفرج وشبهات المضلين. - حاكمية الفقيه وحدود ولايته على الأمة. | - ممثلية الله في أرضه. - الفقه الإسلامي بين الأصالة والحداثة. - المرجعية الدينية والمرجعية السياسية. - الفدرالية من منظور فقهي. - حكومة الفقهاء ودستور الأمة. - منهجية العمل الإسلامي. - سلوك الطريق إلى معرفة الصديق. |

## أبنائه
- السيد حسن.
- السيد زين العابدين.
- السيد محمد باقر.

## الهوامش
- 1 - المقدس الغريفي المعروف بالحمزة الشرقي.
- 2 - الحسين الغريفي هو صاحب كتاب الغنية، وإليه ترجع إليه أسرة الغريفي.

## وصلات خارجية
- موقع أبو الحسن حميد المقدس الغريفي
- نبذة مختصرة عن حياة أبو الحسن حميد المقدس الغريفي (دام ظله)
- ترجمة حياة كمال الدين المقدس الغريفي